# Тракийски танци
„Тракийски танци“ е симфонична сюита на българския композитор Петко Стайнов.
Сюитата е първото симфонично произведение на Петко Стайнов след като той завършва Дрезденската консерватория. Първоначалното ѝ име е „Български танци“ и е предназначена за малък камерен оркестър, какъвто е симфоничния оркестър в Казанлък по това време. Пише я в края на 1924 и началото на 1925 г., след като се завръща в Казанлък. Тя се състои от три части „Пайдушко хоро“ (в такт 5:16), „Ръченица“ (в такт 7:8) и „Хоро“ (в такт 2:4). През 1926 г. Петко Стайнов се установява в София и там преработва сюитата. Тя е допълнена с последната четвърта част „Мечкарски танц“. Първото изпълнение на „Тракийски танци“ е на 4 януари 1927 г. от Народния филхармоничен оркестър с диригент Тодор Хаджиев. Окончателно е завършена през 1928 г. „Тракийски танци“ става част от програмите на симфоничните концерти в България.
На 10 септември 1971 г. в Народната опера в София, „Ръченица“ е поставена като едноактен балет. Либретото и хореографията са на Асен Гаврилов.